# Zlín Z-50
De Zlín Z-50 is een Tsjechisch, vroeger Tsjechoslowaaks, laagdekker-aerobatiek- en sportvliegtuig gebouwd door Moravan. De Z-50 vloog voor het eerst op 18 juli 1975.

## Versies

- Z-50L: Eerste productieversie, uitgerust met een Lycoming AEIO-540-D4B5 motor, 25 stuks gebouwd.
- Z-50LA: Vijf gebouwd en verder 18 Z-50L’s tot dit type omgebouwd.
- Z-50LS: Versie uitgerust met een Lycoming AEIO-540-L1B5D motor.
- Z-50LX: Versie uitgerust met een Lycoming AEIO-540-L1B5D motor.
- Z-50M: Versie uitgerust met een LOM M 137AZ motor.

## Specificaties
- Bemanning: 1, de piloot
- Lengte: 6,62 m
- Spanwijdte: 8,58 m
- Hoogte: 1,99 m
- Vleugeloppervlak: 15,5 m²
- Leeggewicht: 510 kg
- Max. startgewicht: 650 kg
- Motor: 1× Lycoming AEIO-540-D4B5 6-cilinder, 194 kW (260 pk)
- Maximumsnelheid: 293 km/u
- Kruissnelheid: 240 km/u
- Vliegbereik: 250 km
- Plafond: 8 000 m
- Klimsnelheid: 15 m/s

## Gebruikers
- Polen
  - Zelazni –3 Z-50LS’en
- Tsjechië
  - Red Bull Flying Bulls Aerobatics Team – 4 Z-50LX’en